# Руска колонија у Бањој Луци 1941–1945.
Руска колонија у Бањој Луци 1941–1945. која је постојала као и у свим градовима Краљевине Југославије у овом историјском раздобљу, по формирању НДХ доживела је погром исто као и остало православно становништво. Међутим немачком интервенцијом стање међу руским емигрантима се донекле поправило, јер су стављени у надлежност Представништву руске емиграције у НДХ са седиштем у Загребу. Уследило је ослобађање заточених логораша, а на посао су враћени сви који су имали завичајност на територији НДХ. Да би емигрантима из Русије били повлашћени, статус им је  признавана под условом да оснују руске колоније. Након тога, обнављан је рад свих угашених руских колонија, па тако и Руске колоније у Бањој Луци.

## Руска колонија у Бањој Луци између два рата
У страху од бољшевичких репресалија, око 150.000 припадника поражене армије и цивила из Русије укрцало се у кримским лукама на око 150 бродова и отпловило ка Босфору. Велики део избегличког таласа населио се широм Краљевине СХС, између 50.000 и 70.000 особа.
Први емигранти из Русије, њих 126, дошли су у Бању Луку 1921. године. По узору на остале емигрантске заједнице широм Краљевине СХС односно Краљевине Југославије, и бањалучка је основала низ удружења, као што су:
- Руска колонија,
- Руска матица у Бањој Луци,
- Руски соко,
- Удружење руских официра и
- Руско друштво Црвеног крста.

Готово сви емигранти из Русије, који су 1921. дошли у Бању Луку, имали су средње или високо образовање, али и висок ниво општег образовања, а већина њих добро је говорила бар један страни језик.
У првој групи бањалучких Руса биле су и значајне личности попут Василија Михаиловича Кашкарова, генерал-лајтнанта Артемија Соломоновича Вартанова, члана Думе Ераста Андрејевича Исејева, ликовног уметника Фјодора Никитовича Сахна и композитора Рафаила Јеронимовича Арнерија.
Њихово деловање у релативно малом месту, каква је између два светска рата била Бања Лука, било је ограничено бројним специфичностима и праћено низом потешкоћа.
По доласку у Краљевину СХС емигранти из Русије установили су разуђен систем организација веома разнолике оријентације и задатака, од оних превасходно или искључиво социјални и здравствених до оних научног карактера. Међу најзначајније организације, свакако, ваља уврстити и Руску матицу, која је такође, преко Централе у Љубљани и месних подружница, деловала широм Краљевине. Руска матица је основана по узору на матице осталих словенских народа, које су одиграле кључну улогу у очувању и развоју њиховог националног идентитета. За бањалучку руску заједницу карактеристично је да број њених чланова  лагано увећавао.
Према попису из 1931. у Бањој Луци су живела 122 Руса, а крајем 1941, према незваничним подацима, њих 314. Бањалучка колонија је све до избијања Другог светског рата спадала у ред најактивнијих.

## Руска колонија у Бањој Луци у време Другог светског рата
Након оснивања НДХ и доласка усташа у Бању Луку чланови Руска колоније прво су доживела  погром исто као и остало православно становништво Бање Луке. Међутим немачком интервенцијом руски  емигранти су стављени у надлежност Представништва руске емиграције у НДХ са седиштем у Загребу. Уследило је ослобађање заточених логораша, а на посао су враћени сви који су имали завичајност на територији НДХ.
Да би емигрантима из Русије добили повлашћени, статус морали су да се оснују руске колоније. Након тога,  обнављан је рад свих угашених руских колонија, па тако и Руске колоније у Бањој Луци.
Под усташком владавином Руска колонија је одиграла значајну заштитничку улогу. Многи њени чланови нису стекли држављанство,  што им је помогло да  избегну регрутовање у усташке постројбе.
Делатност Руске колоније ускоро је сасвим ограничена. Актом 30/41 од 12. августа 1941. чланство је обавештено да се у друштвеним просторијама "не могу одржавати никакви састанци, сједнице, договори и слично без претходне писане пријаве предсједнику Колоније и без одобрења мјеродавних редарствених власти". Просторије су редовно отваране, али "само у сврху позајмљивања односно враћања књига из библиотеке Руске матице".
Актом бр. 34/41 бањалучка Руска колонија се 20. августа 1941. обратила Редарственом равнатељству:
У споразуму са заповједништвом њемачке оружане силе проводи се регистрација циелокупне руске емиграције, која ће бити својевремено искоришћена за рад у ослобођеним руским крајевима. У циљу припреме наређено је од стране Војног представника руске емиграције у Загребу ген. Драценка, расписом бр. 5 од 12.8.1941, да се имају журно организирати течајеви војне, административне и санитарне службе. На основи наприед наведеног овдашња Руска колонија организират ће те течајеве за своје чланове у својим просторијама. Моли се равнатељство, да то одобри и прими к знању.
Актом бр. 74 од 22. октобра 1941. Руска колонија у Бањалуци је обавестила Редарствено равнатељство да је као њен посебан одсек формирана Национална младеж Руске колоније (НМРК), која је те године бројала 42 члана (23 мушка и 19 женских, сврстаних у три старосне категорије:
- 7–11 година (10 мушких и осам женских чланова),
- 12–15 година (седам женских чланова) и
- 16–19 година (13 мушких и четири женска члана).

У поменутом акту се наводи:  
…У просторијама Руске колоније одржавати ће се за младеж предавања из руске повјести, земљописа и сл. те ће се младеж одгајати у руско-националном строго антикомунистичком духу. Уједно вршити ће се тјеловјежба, војничка преднаобразба, служба рада те ће се приређивати мали излети у ближу околицу. Моли се цијењени наслов да то изволи примити на знање са одобрењем.
Оснивањем Национална младеж Руске колоније (НМРК) њени чланови су  избегли општу обавезу уписивања у редове Усташке младежи.
Већ у току 1942. дошло је до већег смањења броја бањалучких Руса:
- појединци су отишли на рад у Немачку, надајући се да ће им тако бити олакшан повратак у Русију,
- неколицина је ступила у разне војне формације,
- врло мали број је отишао на студије у Загреб.

Крајем септембра 1944. године, након одступања партизанских јединица, неколико породица се иселило у разним правцима.

### Епилог
Током 1945. године комунистичке власти  које су овладале Бањом Луком нису према руским удружењима биле благонаклоне, јер је требало Совјетском Савезу и Црвеној армији вратити партијске дугове, за долазак на власт. Почела су суђења једној групи Руса из Бање Луке за колаборацију са немцима и усташама.
Ево дела материјала са суђења руским емигрантима, на коме је Сергија Цикаловског, наставника Стручне продужне школе у Бањој Луци тешко оптужио свог сународника Антоневича:
…Ја нисам био члан Руске колоније. Када је наступила НДХ и ја сам јој приступио јер друкчије нисам могао добити ни исправа а камоли неко запослење. Тако је било у јуну или јулу мјесецу 1941. када се формирала легија која је требало да иде на источно бојиште. Мене су пар пута позивали да дођем да ми имају нешто важно саопштити. Ја нисам одлазио све док по мене није дошао и сам син Антонијевића са цедуљицом на којој је стајало да морам да дођем у Колонију… На путу су ме срели неки и свратили у стан инж. Рибкина. У кући код Рибкина био сам ја, Василиј Волков44, бивши капетан, Сергије Антонов, бивши потпоручник, Антоневич, Рибкин и Вјаткин – навео је Цикаловски.

Антоневич је потом објаснио и разлог њиховог позивања. 
За Руску колонију, рекао је он, била би част да се тројица бивших официра одазову позиву за приступање добровољачкој легији. Посебно је указао на то да је Цикаловски завршио војну академију и да је једно време тамо радио као наставник.
На ове оптужбе овако је одбрусио Цикаловски:
Ја нисам руски емигрант него југословенски официр. Овдје сам дошао као дјечак и овдје сам завршио војну академију Ви нисте југословенски официри него комунисти!
И Скоблин је био официр! – љутито је реаговао Антоневич.
Јавни тужилац округа Бањалука, након саслушања под бројем И-914/46, предао је 19. марта 1946. Окружном суду у Бањалуци оптужницу против Евгенија Антоневича. Кад је расправа закључена, судско веће се повукло на тајно већање, а нешто касније саопштило и пресуду:
Оптужени Евгеније Антонијевић је крив што је дана 28. августа 1941. у Бањалуци поднио Равнатељству Усташког редарства писмену пријаву против свога колеге инжењера Јоже Штимца, оптужујући га ради његовог профашистичког држања, истичући своју приврженост окупатору, дакле за вријеме рата и непријатељске окупације вршио потказивање становника Југославије, чиме је починио ратни злочин из чл. 3 т. 3 Закона о кривичним дјелима против народа и државе. Окривљеном је изречена казна лишења слободе с принудним радом у трајању од двије године, у коју је урачунато вријеме проведено у истражном затвору од 23. априла 1945. Поред главне, Антоневичу је изречена и споредна казна одузимања грађанских и политичких права у трајању од двије године по издржаној затворској казни.

Изрицање оваквих и сличних пресуда приморало је  "бањалучке Русе"  да се масовно упуте ка Загребу, Сарајеву и Београду. А они малобројни преостали у Бањој Луци постали су нечујни и невидљиви. 
У новоствореној атмосфери братства-јединства постало је незамисливо било какво организовање на националној основи. Малобројна али снажна, угледна и утицајна руска заједница у Бањалуци престала је да постоји.

### Чланови Руске колоније у Бањој Луци[5]
- Александар Александрович Верешчагин, редитељ
- Ирина Петровна Астрова, глумица и пјевачица,
- Ираида Гејер-Ломоносова Комаревска, глумица,
- Александар Филипович Черепов, редитељ, глумац и педагог,
- Јуриј Дриженко, сценограф и костимограф,
- Петар Сухачев, иконописац који је живописао фреске, иконе и иконостас православног храма Свете тројице,
- Григориј Иванович Самојлов, архитекта који је израдио план за иконостас, устолованије и полилеј,
- Владимир Павлович Загородњук, вајар кој је Монументалну палату Државне хипотекарне банке украсио рељефима и бронзаним скулптурама,
- Степан Федорович Колесников, архитекта,
- Николај Иванович Федоров, архитекта,
- Григориј Иванович Самојлов, архитекта,
- Виктор Зелински, архитекта,
- Јевстатиј Игнатијевич Мамуков, архитекта,
- супружници Александар и Ксенија Медведеви, архитекте,
- Павел Житецки, наставник у Приједору,
- Владимир Курагин, гимназијски професор који је отворио 15. јануара 1928. отворио приватну музичку школу,
- Георгиј Плеханов, музичар,
- Евгениј Антоневич, шумарски инжењер,
- Николај Белонин, шумарски инжењер,
- Игор Вјаткин, шумарски инжењер,
- Александар Панов, шумарски инжењер,
- Сергеј Степанов, шумарски инжењер,
- Иван Сињицки, шумарски инжењер,
- Николај Букин, шумарски инжењер,
- Василиј Полферов, шумарски инжењер,
- Вјачеслав Поплавски, шумарски инжењер,
- Николај Попјонов, шумарски инжењер,
- Алексеј Левшин, шумарски инжењер,
- Сергеј Лазарев, шумарски инжењер,
- Владимир Хворостин,
- Павел Дидзински, грађевински инжењер,
- Петар Поповиченко, грађевински инжењер,
- Александар Мордвинов, грађевински инжењер,
- Николај Погорецки, грађевински инжењер,
- Виктор Сидњенко, грађевински инжењер,
- Сергеј Шуљгин, грађевински инжењер,
- Константин Газданов, грађевински инжењер,
- Вартан Асатуров, грађевински инжењер,
- Виктор Бјељајев, агроном,
- Алексеј Богословски, агроном,
- Николај Белонин, агроном,
- Вјачеслав Дроздовски, агроном,
- Димитриј Некрашенко, агроном,
- Георгиј Протопопов, агроном,
- Виктор Жвирблис, агроном,
- Николај Фатејев, агроном,
- Александар Јершов, хидроинжењер,
- Сергеј Павлов, рударски инжењер,
- Виталија Рибкина, машински инжењер
- Михаил Нагорни, љекар,
- Јекатерина Рибкин-Мурза, љекар,
- Болеслав Сплавски, љекар,
- Семен Максимов, љекар,
- Јекатерина Шишлов-Меркулова, љекар,
- Вера Пстроцки, љекар,
- Павел Прегл-Березовски, љекар,
- Спиридон Бородин, љекар,
- Михаил Усатиј-Сидоренко, љекар,
- Наталија Жељезнова, љекар,
- Владимир Богословски, педагог,
- Александар Давидов, педагог,
- Иван Павловски, педагог,
- Андреј Јегоров, педагог,
- Вјачеслав Дроздовски, педагог,
- Николај Золотаренко, педагог,
- Ана Каубе-Узелац, педагог,
- Борис Качалов, педагог,
- Александар Космодели, педагог,
- Виктор Оберемок, педагог,
- Виталиј Рибкин, педагог,
- Степан Сјериков, педагог,
- Алексеј Фирсов, педагог,
- Семен Шпирко, педагог,
- Игор и Клавдија Мељницки, педагози,
- Иван Феофилактов, педагог,
- Генадиј Краснов, педагог,
- Владимир Пчељников, педагог,
- Василиј Захарович Андрејев, професор бањалучког Машинског факултета.